# Гумберт Савойский-Аостский (граф Салеми)
Гу́мберт Саво́йский-Ао́стский (итал. Umberto di Savoia-Aosta), или Гу́мберт Мари́я Ви́ктор Амаде́й Ио́сиф Саво́йский (итал. Umberto Maria Vittorio Amedeo Giuseppe di Savoia; 22 июня 1889, Турин, Королевство Италия — 19 октября 1918, Креспано-дель-Граппа, Королевство Италия) — представитель Аостской ветви Савойского дома; савойский принц. Сенатор Королевства Италия. Граф Салеми с 1889 по 1918 год. Лейтенант в армии итальянского королевства. Умер во время Первой мировой войны, заболев на фронте испанским гриппом.

## Биография

### Ранние годы
Родился в Турине 22 июня 1889 года. Он был четвёртым сыном и единственным ребёнком принца Амадея Савойского, герцога Аостского в его втором браке с принцессой Марией Летицией Бонапарт. Родители Гумберта состояли в тесном родстве; его отец был дядей его матери. Сам принц по отцовской линии приходился внуком Виктору Эммануилу II, королю Италии и Адельгейде Австрийской, эрцгерцогине из дома Габсбургов. По материнской линии был внуком Жозефа Наполеона Бонапарта, титулярного императора Франции и Марии Клотильды Савойской, которая также приходилась ему тётей. При крещении принц получил имена Гумберта Марии Виктора Амадея Иосифа. Единокровными братьями Гумберта были Эммануил Филиберт, герцог Аостский, Виктор Эммануил, граф Турина и Людовик Амадей, герцог Абруцци; все они были сыновьями его отца от первого брака с Марией Викторией даль Поццо.
15 декабря 1889 года Сенат итальянского королевства удовлетворил просьбу короля Гумберта I и присвоил его племяннику, принцу Гумберту Савойскому-Аостскому титул графа Салеми. Отец принца умер спустя год после его рождения.
Начальное и среднее образование Гумберт получил в коллегии барнабитов в Монкальери. По достижении совершеннолетия он, как и все принцы правящей династии, получил должность сенатора. В 1908 году принц поступил в Военно-морскую академию в Ливорно. В мае 1911 года, во время обучения в академии, его обвинили в краже. Двоюродный брат принца, король Виктор Эммануил III настаивал на его аресте, но мать Гумберта, вдовствующая герцогиня Аостская, привезла его в Турин и не позволила королю осуществить арест сына. В июле того же года Виктор Эммануил III приказал заключить Гумберта в замке Монкальери. После принц провёл восемнадцать месяцев на военном корабле. Всё это время рядом с ним находился полковник-карабинер, который действовал в качестве его наставника и телохранителя.

### Участие в войне и смерть
Во время Первой мировой войны Гумберт, сторонник итальянского национализма, добровольцем пошёл служить в действующую армию итальянского королевства. Службу он начал простым солдатом и по личной просьбе был отправлен на фронт, где участвовал в боях. За проявленное в сражениях мужество принц был трижды удостоен медали «За воинскую доблесть». Ему также было присвоено звание лейтенанта. Гумберт командовал батареей миномётчиков и служил в Катанском кавалерийском полку.
Принц умер 19 октября 1919 года. Он не был в браке и не оставил потомства. Двор официально заявил, что принц скончался от ран, полученных им в бою на горе Граппа, но на самом деле он умер от испанского гриппа в военном госпитале на вилле Кьяваччи и был похоронен на кладбище в Креспано-дель-Граппа. 13 мая 1932 года его останки были перенесены в крипту храма-усыпальницы в Бассано-дель-Граппа. До упразднения монархии одна из улиц города Салеми называлась в честь принца улицей графа Гумберта (итал. via Conte Umberto).

## Награды
Кавалер Высшего ордена Святейшего Благовещения. Кавалер Большого креста ордена Святых Маврикия и Лазаря. Кавалер Большого креста ордена Короны Италии. 17 ноября 1918 года был награждён серебряной медалью «За воинскую доблесть»; всего он имел две серебряные и одну бронзовую медали «За воинскую доблесть».